# César Armando Librado Legorreta
César Armando Librado Legorreta (n. 1982)  es un asesino serial sentenciado por ocho violaciones y el asesinato de siete mujeres en el Valle de México.

## Modus operandi
El modus operandi de Librado Legorreta era aprovechando su oficio de chófer de la Ruta 2 que corre del Metro Chapultepec a Valle Dorado, en altas horas de la noche y la madrugada aprovechaba para violar y asesinar a mujeres de entre los 17 y 34 años de edad. Para cometer los ilícitos simulaba una descompostura en su vehículo; bajaba a todos los pasajeros excepto a una chica, a continuación le ofrecía llevarla hasta donde fuera si lo esperaba a que arreglara la falla, pero antes de llegar al lugar cambiaba de ruta, violaba a la chica y la mataba, posteriormente la arrojaba al canal en Tlalnepantla. En ocasiones podía variar este modus operandi, ya que a veces lo hacía con la última pasajera de la noche antes de llegar a su base.

## Captura y evasión
César Armando Librado Legorreta, "El Coqueto", es un asesino serial que vivía en el municipio de Tultitlán con su esposa y dos hijos, trabajaba como chofer de la ruta 2 del transporte público, manejando un microbús, con matrícula 712TL066, y en el cual cometía sus crímenes.
Conforme a la carpeta de investigación que se realizó para su captura y proceso, su primer crimen lo cometió el 14 de julio; el segundo, el 26 de noviembre; el tercero, el 13 de diciembre del 2011; y su cuarto feminicidio lo cometió el 30 de diciembre y los dos últimos el 8 y el 18 de enero de 2012.
Inicialmente es capturado el 26 de febrero, en el Distrito Federal, detenido y trasladado a las instalaciones de la Subprocuraduría de Justicia, con sede en Barrientos,  en Tlalnepantla de Baz, Estado de México.
Está relacionado con ocho feminicidios cometidos en la Zona Metropolitana;el asesino conducía un microbús que corría de Valle Dorado a Chapultepec.  pero se evade de las instalaciones de Procuraduría General de Justicia del Estado de México en Tlalnepantla de Baz. Las autoridades ofrecían un millón de pesos por información que llevara a la reaprehensión de Librado Legorreta. Finalmente el sábado 3 de marzo de 2012 es reaprendido por agentes de la Procuraduría General de Justicia del Estado de México en La Magdalena Contreras (Distrito Federal). Con las reformas al Código Penal del Estado de México esto a fines del año 2011,  en caso de ser declarado culpable sería el primer caso de prisión vitalicia por feminicidio y violación en el Estado de México.

## Se fuga "El Coqueto"
César Armando se fugó de la Subprocuraduría de Justicia de Tlalnepantla; Luego de que la PGJEM informara que había detenido el fin de semana a un multihomicida y presunto violador, la madrugada del lunes César Armando Librado Legorreta, El Coqueto, se fugó con la ayuda de sus celadores, confirmó el procurador estatal Alfredo Castillo, quien dijo, que al no tener la figura del arraigo, los detenidos sólo pueden ser cuidados, pero sin violar sus garantías individuales, por lo que en cualquier descuido, como en este caso, se pueden escapar.
Explicó, que en la madrugada del lunes, el agente del Ministerio Público se dio cuenta de que tanto, el detenido como los tres policías ministeriales no se encontraban en las instalaciones. Tras dar a conocer la noticia se rastreó a los efectivos policiales.
"Este martes en la madrugada fue detenido uno de los tres policías ministeriales, quien ha dicho que al percatarse que el reo se había brincado de una ventana y al saber que serían culpados, se dieron a la fuga para no ser detenidos", dijo Castillo Cervantes.
A pesar del error, el procurador dijo que en las próximas horas sería detenido, pues su arresto se dio luego de meses de investigación y por lo tanto, "lo tenemos perfectamente ubicado. Ahora será más sencillo (detenerlo)".
Comentó que consignarán a los tres policías ministeriales por negligencia y haber escapado.
El sábado 3 de marzo de 2012 es reaprendido por agentes de la Procuraduría General de Justicia del Estado de México en Magdalena Contreras

## Sentencia
El 12 de diciembre de 2012 fue declarado culpable y sentenciado a 240 años de prisión por el feminicidio y violación de seis mujeres.